# 山元トレーニングセンター
山元トレーニングセンター（やまもとトレーニングセンター）は、宮城県亘理郡山元町坂元字一ツ橋にある社台グループ傘下の競走馬のトレーニングセンターである。主に社台ファーム生産馬と追分ファーム生産馬の育成、休養を行っている。略称は山元トレセン。

## 歴史
1992年（平成4年）開設。
2000年（平成12年）2月11日に漏電による火災が発生し、エガオヲミセテら22頭が焼死する惨事となった。
2011年（平成23年）3月11日に発生した東北地方太平洋沖地震、及び同地震による津波により被災。敷地全体がやや高台にあるため津波の影響は免れ在厩馬も全頭無事だったが、周辺の道路が寸断されたほか停電・断水も発生したため、JRAのトレセンや牧場との間での競走馬の輸送が行えないなど、業務に大きく支障が出た。このため在厩馬やスタッフは一時ノーザンファーム（本場及び信楽分場）などに避難したが、施設に大きな損傷がなかったことから、周辺道路の復旧に伴い同年6月から本格的に業務を再開した。
なお2011年9月にノーザンファームが福島県天栄村の天栄ホースパーク（買収後に「ノーザンファーム天栄」と名称変更）を買収したことに伴い、ノーザンファーム生産馬は同年10月13日までに全馬ノーザンファーム天栄に移動した。
以後山元トレセンは社台ファーム生産馬と追分ファーム生産馬(2013年10月から)が利用する形になっている。

## 主な施設
- 厩舎（10棟、約300頭が収容可能）
- 屋外坂路900mウッドチップコース(最大勾配10%）
- 屋外1100mウッドチップ周回コース
- 角馬場50m✕50mポリトラック
- トレッドミル7基
- ウォーキングマシーン18基（屋根付き）
- 練習用ゲート（2基）

## 主な育成馬
デュランダル、テレグノシス、ザッツザプレンティ、ネオユニヴァース、ブランディス、アドマイヤドン、アドマイヤグルーヴ、デルタブルース、タイムパラドックス、イングランディーレ、ダンスインザムード、コイウタ、ダイワメジャー、ダイワスカーレットなど